# Серішор
Серішор (рум. Sărișor) — село у повіті Сучава в Румунії. Входить до складу комуни Шару-Дорней.
Село розташоване на відстані 319 км на північ від Бухареста, 83 км на південний захід від Сучави, 140 км на північний схід від Клуж-Напоки.

## Населення
За даними перепису населення 2002 року у селі проживали 207 осіб, усі — румуни. Усі жителі села рідною мовою назвали румунську.